# St. James Township (comté de Mississippi, Missouri)
Pour les articles homonymes, voir St. James Township.
St. James Township est un township, situé dans le comté de Mississippi, dans le Missouri, aux États-Unis,.
Le township est fondé en 1836 et baptisé en référence au bayou de St. James, situé dans ses limites.

### Source de la traduction
- (en) Cet article est partiellement ou en totalité issu de l’article de Wikipédia en anglais intitulé « St. James Township, Mississippi County, Missouri » (voir la liste des auteurs).